# 안성헌
안성헌(1973년 9월 2일 ~ )은 대한민국의 배우이다.

## 학력
- 2010년 ~ 2014년 서울디지털대학교

## 경력
- 극단 작은 신화 단원

## 출연

### 방송

#### 드라마
- 1996년 KBS 1TV 《신세대 보고 - 어른들은 몰라요》
- 2000년 KBS 1TV 《학교 3》 - 박홍근 역
- 2000년 KBS 2TV 《KBS 드라마시티 - 동시상영》
- 2002년 KBS 1TV 《제국의 아침》
- 2006년 KBS 2TV 《KBS 드라마시티 - 도시 괴담, 무섭지 않은 이야기》
- 2007년 KBS 2TV 《달자의 봄》
- 2007년 KBS 2TV 《경성스캔들》
- 2011년 KBS 2TV 《KBS 드라마 스페셜 - 필살기》
- 2011년 KBS 2TV 《KBS 드라마 스페셜 연작 시리즈 - 특별수사대 MSS》
- 2013년 SBS 《너의 목소리가 들려》
- 2013년 KBS 2TV 《굿 닥터》
- 2013년 MBC 《제왕의 딸 수백향》
- 2014년 KBS 2TV 《빅맨》
- 2014년 TvN 《응급남녀》
- 2014년 MBC 《MBC 드라마 페스티벌 - 형영당 일기》
- 2015년 KBS 1TV 《징비록》 - 사화동 역

### 영화
- 2007년 《천년기린》 - 대식 역

### 공연

#### 연극
- 2010년 《시집가는 날》
- 2010년 《왕은 왕이다》
- 2011년 《산불》
- 《정씨 여자》
- 《안아주세요》 - 지성 (편의점 직원) 역
- 《내가 까마귀였을 때》
- 2011년 《황구도》 - 거칠이 역
- 2016년 《곰의 아내》 - 남자 역
- 《싸지르는 것들》 - 아이젠링 역
- 《샤이닝 시티》 - 이현 역

#### 뮤지컬
- 1992년 《개미와 베짱이》

## 수상
- 2007년 제19회 거창국제연극제 남자연기대상